# Tội lỗi cuối cùng
Tội lỗi cuối cùng là bộ phim điện ảnh năm 1980 của Việt Nam, được biên kịch và đạo diễn bởi Trần Phương. Với các diễn viên Phương Thanh, Đặng Việt Bảo, Yến Thu, Trần Quang.

## Diễn viên
- Phương Thanh trong vai Hiền "Cá sấu"
- Đặng Việt Bảo trong vai Tuấn
- Yến Thu trong vai Điệp
- Trần Quang trong vai Lê Vân
- Nguyễn Văn Bẩy trong vai Giám thị
- Minh Châu trong vai Trung sĩ Nga
- Diệu Thuần trong vai Người yêu Tuấn[1]
- và các diễn viên Bùi Cường, Bảo Lâm, Kim Cúc, Thúy Minh

## Nội dung
Từng có quá khứ giang hồ, Hiền "cá sấu" vốn nổi tiếng có thành tích bất hảo, song lại có nhan sắc nổi bật. Cô bỏ trốn khỏi trại nhưng rồi bị Tuấn, một cán bộ quản giáo bắt lại. Anh thuyết phục cô nên cải tạo tốt để trở về xã hội sớm.
Tuy nhiên, khi Hiền trở về, cô không dễ thoát được vòng vây của mạng lưới các anh chị giang hồ cũ, trong đó có tướng cướp Lê Vân, người tình cũ. Cuối cùng, Hiền đã chọn giải pháp hạ thủ tay tướng cướp và định đoạt lấy số phận mình cũng bằng cái chết.

## Sản xuất
Để có có cảm hứng sáng tác các thành viên chính của đoàn phim như đạo diễn, diễn viên, nhạc sĩ đã đến Trại giam Long Thành, Đồng Nai để đi thực tế lấy cảm hứng sáng tác. Hai diễn viên chính là Đặng Việt Bảo và Phương Thanh đã có thời gian sống cùng các tù nhân tại đây trong khoảng 1 tháng dưới sự bảo vệ của các quản giáo vì họ thường xuyên đối mặt với nguy cơ bị các tù nhân tấn công.
Với diễn xuất xuất sắc, diễn viên Phương Thanh đã để lại ấn tượng với nhân vật Hiền "Cá sấu", khi nhắc tới bà người ta luôn nhớ đến vai diễn này.

### Âm nhạc
Ca khúc chủ đề của bộ phim là "Đời gọi em biết bao lần" do Trịnh Công Sơn sáng tác, Lâm Xuân thể hiện.  Khi bản cắt đầu tiên của Tội lỗi cuối cùng được hoàn thành, đạo diễn Trần Phương đã mời Trịnh Công Sơn đến xem, nhân vật nhân vật Hiền Cá sấu đã tạo cảm xúc cho vị nhạc sĩ hoàn thành ca khúc "Đời gọi em biết bao lần". Sau bộ phim này, diễn viên Phương Thanh và nhạc sĩ Trịnh Công Sơn cũng trở thành những người bạn thân thiết trong gần 6 năm tiếp theo, quãng thời gian bà sống tại miền Nam.
Sau sự thành công của bộ phim, ca khúc "Đời gọi em biết bao lần" vốn được nhạc sĩ Trịnh Công Sơn sáng tác riêng cho bộ phim cũng có được chỗ đứng trong lòng khán giả và trở thành bộ tác phẩm độc lập được yêu thích đến ngày nay. Trịnh Công Sơn đã tham gia sáng tác nhạc cho khoảng 20 bô phim thì "Đời gọi em biết bao lần" có thể xem là sáng tác thành công nhất của ông, và là một trong những ca khúc nhạc phim hay nhất sau năm 1975.

## Giải thưởng
| Năm  | Giải thưởng                                                 | Đề cử                       | Nhận giải                 | Kết quả      | Chú thích    |
| ---- | ----------------------------------------------------------- | --------------------------- | ------------------------- | ------------ | ------------ |
| 1980 | Liên hoan phim Việt Nam lần thứ 5 hạng mục Phim truyện nhựa | Phim xuất sắc               | (bộ phim)                 | Bông sen bạc | [ 13 ]       |
| 1980 | Liên hoan phim Việt Nam lần thứ 5 hạng mục Phim truyện nhựa | Nữ diễn viên chính xuất sắc | Phương Thanh              | Đoạt giải    | [ 13 ]       |
| 1980 | Liên hoan phim Việt Nam lần thứ 5 hạng mục Phim truyện nhựa | Quay phim xuất sắc          | Trần Trung Nhàn           | Đoạt giải    | [ 13 ]       |
|      | (không rõ)                                                  | Bài hát hay nhất            | "Đời gọi em biết bao lần" | Đoạt giải    | [ 14 ] [ 8 ] |